# Triplophyllum varians
Triplophyllum varians är en ormbunkeart. Triplophyllum varians ingår i släktet Triplophyllum och familjen Tectariaceae.

## Underarter
Arten delas in i följande underarter:
- T. v. anjenabense
- T. v. varians